# Harry Nicolai
Harry Nicolai (* 29. Januar 1936 in Halle/Saale; † 26. Juli 2006) war ein deutscher Jazzmusiker (Piano, Vibraphon, Komposition), Musikproduzent und Hörfunkredakteur.

## Leben
Nicolai legte nach Privatstudien seine Prüfung als Berufsmusiker und Bandleader ab. Von 1961 bis 1963 spielte er im Quintett des Trompeters Werner Pfüller und leitete von 1963 bis 1972 eigene Gruppen. Ab 1973 wirkte er als Produzent für Tanzmusik beim Sender Leipzig. Dort konnte er für das von Walter Eichenberg und später von Eberhard Weise geführte Rundfunk-Tanzorchester Leipzig ausländische Gastsolisten wie George Gruntz, Hans Koller, Jiggs Whigham, Peter Herbolzheimer, Ack van Rooyen und Ferenc Snétberger gewinnen. Gelegentlich war er selbst als Musiker an Produktionen des Orchesters beteiligt, das 1992 „abgewickelt“ wurde. Nach der Wende setzt Nicolai sich dafür ein, dass Jazz ein unverzichtbarer Bestandteil des MDR-Programms wurde. Zwischen 1992 und 2001 leitete er die von ihm aufgebaute Jazzredaktion des Senders; dort ging es ihm auch darum, Hemmschwellen von Zuhörern zu überwinden, junge Jazzmusiker durch Rundfunkaufnahmen zu fördern, kreative Veranstalter zu unterstützen und die ästhetischen Vorstellungen junger Menschen zu schärfen. Auch komponierte er Tanzmusik für das Rundfunk-Tanzorchester Leipzig; das Manfred Ludwig Sextett nahm seine Komposition „Zwecke“ auf. Als Sänger interpretierte er „Doch Dein Herz kenn’ ich nicht“ (1968), begleitet von Klaus Lenz und seiner Band, und „Herz verloren“ (1968) mit dem Orchester Walter Kubiczeck.
Der Schauspieler und Comedian Thomas Nicolai ist sein Sohn.